# Kis-My-Ft2 presents 오피스러닝 버라이어티 OL클럽
《Kis-My-Ft2 presents 오피스러닝 버라이어티 OL클럽》(일본어: Kis-My-Ft2 presents オフィスラーニングバラエティOLくらぶ)는 2014년 9월 30일부터 2015년 3월 24일까지  TV 아사히 계열에서 방송되었던 버라이어티 프로그램이다.

## 개요
《키스하마테레비》에 이은 Kis-My-Ft2의 관 프로그램이다. 이번 방송이 Kis-My-Ft2의 첫 단독 관 프로그램이 된다.
아이돌 Kis-My-Ft2가 연수사원이 되어 대분투! 사회인의 이로하를 철저하게 배운다!!
현재, 아이돌 그룹으로서 다방면으로 활약중인 키스마이. 하지만 연예계는 눈뜨고 코 베어가는 냉엄한 세계!
아이돌도 언제 못하게 될지 모른다…!
그런 장래에 위기감을 뒤로, 만일의 사태(!?)에 대비, 사회인경험&회사지식이 없는 키스마이가
자신들과 정반대에 위치하는 “사회에서 일하는 여성”의 세계를 체감 하면서, [OL] 즉 [Office Learning] 을 쌓아, 세상과 회사 상식에 대해 배워간다!
과연 많은 난문을 훌륭하게 클리어해, 사회인으로서의 기초체력을 익힐 수 있을까!?

## 출연자
- Kis-My-Ft2 외

## 방송 내용
| 회 | 방송일          | 내용                                                                          | 비고   |
| -- | --------------- | ----------------------------------------------------------------------------- | ------ |
| 1  | 2014년 9월 30일 | 복사기의 매우 편리한 기능을 배우자!                                           |        |
| 2  | 10월 7일        | 컴퓨터에 있을 법한 트러블 해결 SP                                             |        |
| 3  | 10월 14일       | 사실은 굉장했다! 전자 계산기의 알려지지 않은 기능                             |        |
| 4  | 10월 21일       | 컴퓨터 메일 소프트웨어의 완전 기본 매너 & 비결을 배워라!                      |        |
| 5  | 10월 28일       | 일하는 여성이 센스가 좋다고 느껴지는 넥타이를 골라라!                         |        |
| 6  | 11월 4일        | 최신 클레임 대응 방법을 배워라!                                               |        |
| 7  | 11월 11일       | 사무실에서 쓸 수 있는 정말 편리한 스마트폰 어플을 찾아내라!                   |        |
| 8  | 11월 18일       | 사무실에서 사용할 수 있는 디지털굿즈를 체감하라!                              |        |
| 9  | 11월 25일       | 악질 클레임 대응 방법을 배워라! <제 2편>                                      |        |
| 10 | 12월 2일        | 유명 사무실 용품 제조회사의 사내에서 직원 수제 퀴즈에 도전!                   |        |
| 11 | 12월 9일        | 인기 있는 테이크 아웃 런치 베스트 5를 맞춰라 ~마루노우치~                     |        |
| 12 | 12월 16일       | 세계적인 IT 기업의 사무실에서 직원 수제 퀴즈에 도전!                          |        |
|    | 2015년 1월 3일  | 신춘특별편~사무실에서 바로 쓸 수 있는 셀렉션~                                 | 스페셜 |
| 13 | 1월 6일         | 악질 클레임 대응 방법을 배워라! <제 3편>                                      |        |
| 14 | 1월 13일        | 유명 기업에서 정말 있었다고 하는「입사 면접 시험」에 도전하라!                |        |
| 15 | 1월 20일        | 최신 복사기의 매우 편리한 기능을 배우자!<제 2편>                              |        |
| 16 | 1월 27일        | 컴퓨터에 있을 법한 트러블 해결 <제 2편>                                       |        |
| 17 | 2월 3일         | 여성인기의 가게에서 여자들에게 인기있는 메뉴 TOP3를 맞춰라!                   |        |
| 18 | 2월 10일        | 인기 패션잡지 편집부에서 수제 퀴즈에 도전!                                    |        |
| 19 | 2월 17일        | 인기 패션잡지 편집부에서 수제 퀴즈에 도전! 완결편                             |        |
| 20 | 2월 24일        | 유명 기업에서 정말 있었다고 하는「입사 면접 시험」에 도전하라!<제 2편>        |        |
| 21 | 3월 3일         | 여성에게 인기있는 에스닉 레스토랑에서 여자들에게 인기있는 메뉴 TOP3를 맞춰라! |        |
| 22 | 3월 10일        | 고층 빌딩의 계단에서 퀴즈! 일하는 여성이 관심가는 숫자를 맞춰라!              |        |
| 23 | 3월 17일        | 의사 인기의 중화요리점에서 '의사에게 인기있는' 메뉴 TOP 3를 맞춰라!           |        |
| 24 | 3월 24일        | 의사 인기의 중화요리점에서 '의사에게 인기있는' 메뉴 TOP 3를 맞춰라! 완결편    |        |

- 2014년 12월 23일 ・ 30일 방송 휴지